# Psitteuteles goldiei

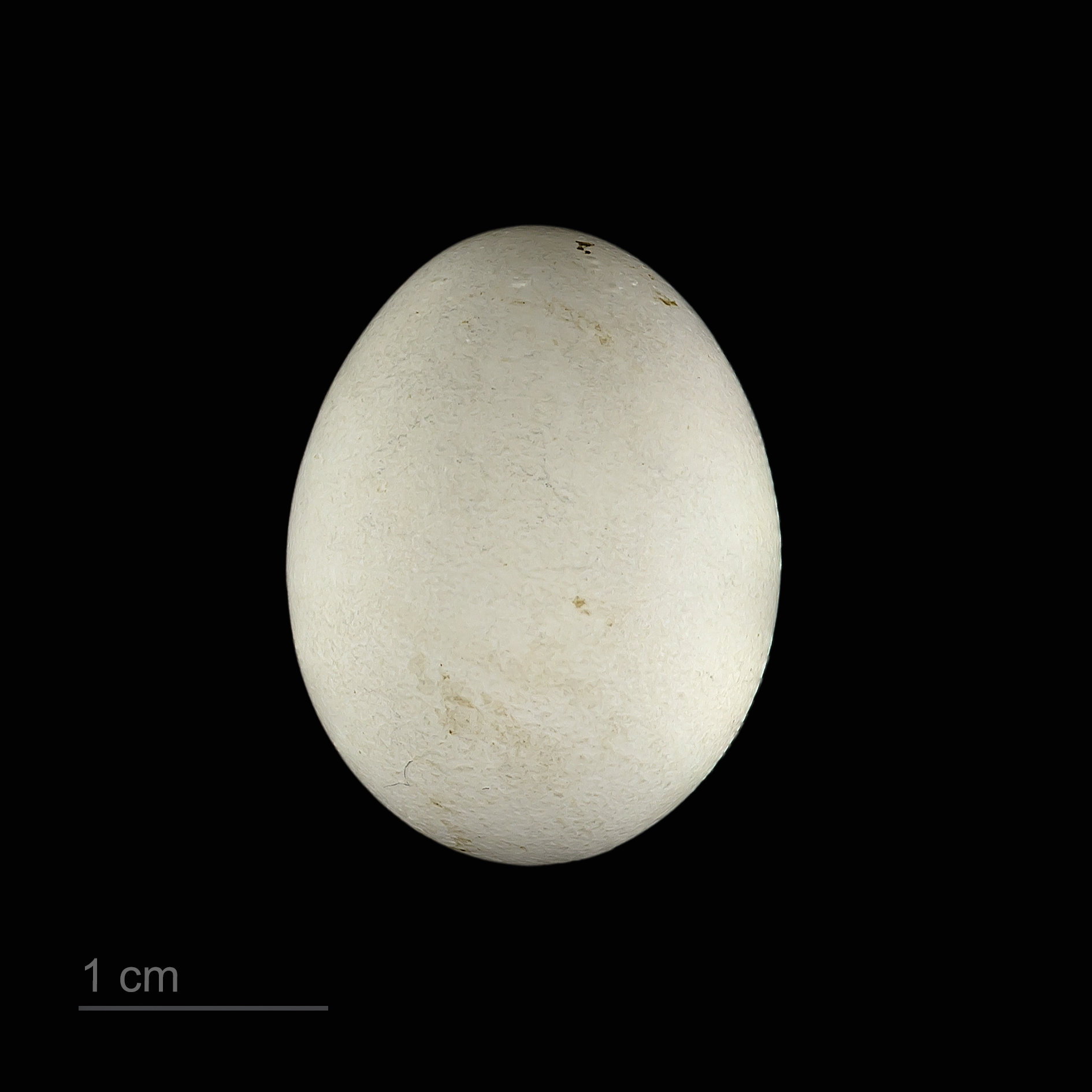
Psitteuteles goldiei

Psitteuteles goldiei là một loài chim trong họ Psittacidae.